# Pyrografi

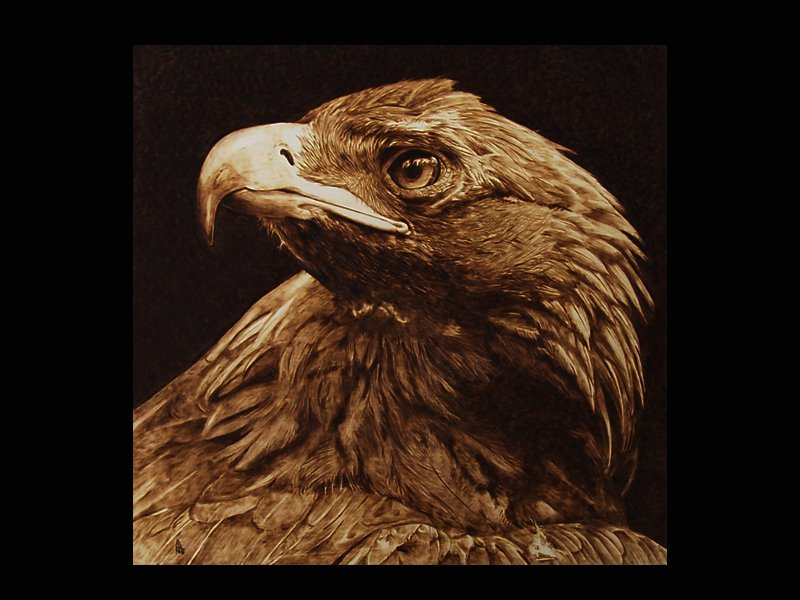
Savannörn av Davide Della Noce

Pyrografi är en teknik att skriva, dekorera eller märka med en glödpenna, som vanligtvis används på trä eller läder.
En glödpenna är en het metallspets som lämnar ett bränt spår i materialet. Tekniken kan vara en av de äldsta dekorationsteknikerna, men materialet som man dekorerar är sällan bestående, varför det är svårt att bedöma hur länge pyrografi funnits. [källa behövs]

## Bildgalleri

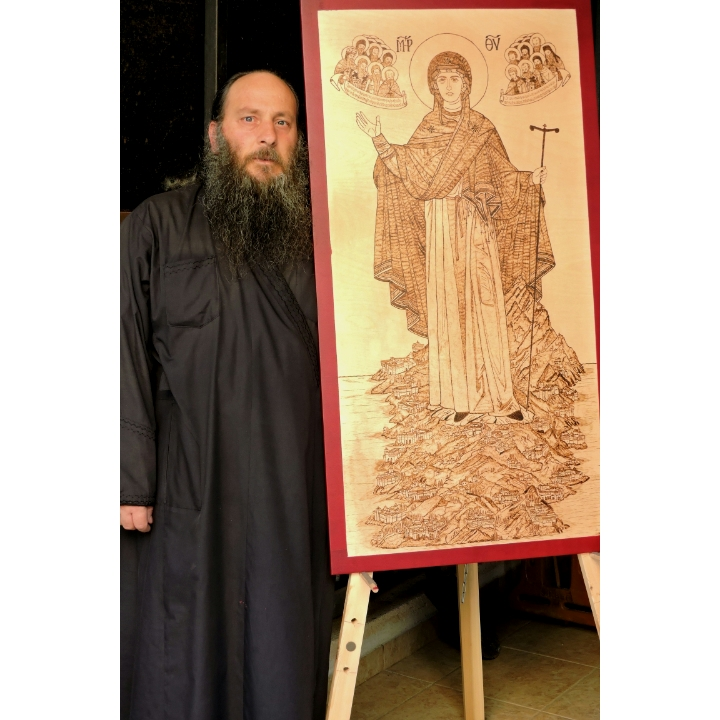
Jungfru Maria av fader Vasileios Pavlatos i Kefalonia i Grekland
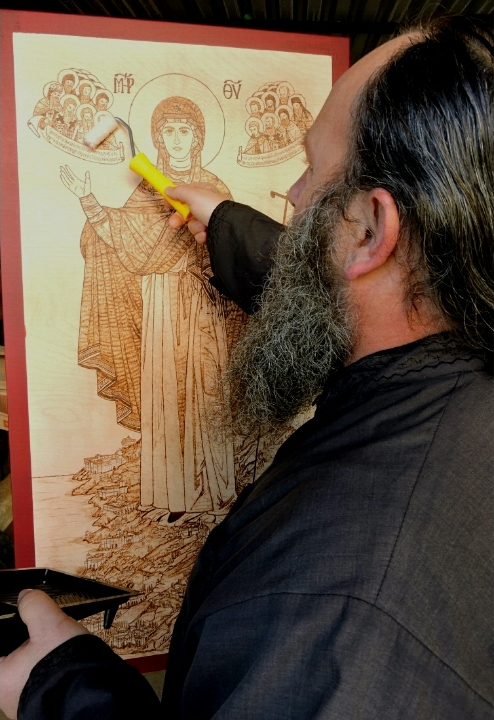
Fader Vasileios Pavlatos lackerar pyrografitavla, 2014
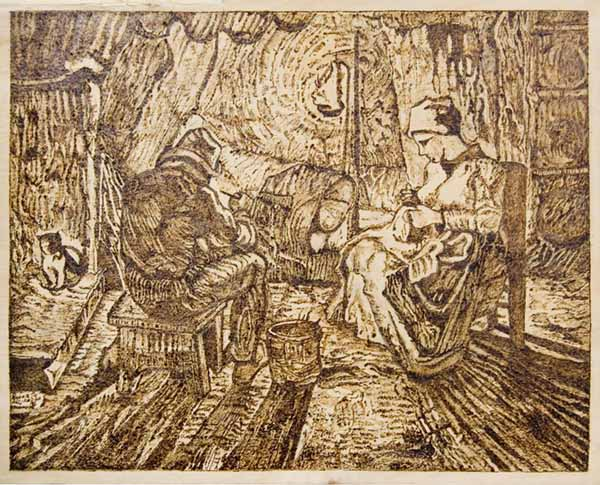
La Velada av Vincent van Gogh
Brunhilde Asleep av Margaret Fernie Eaton, 1902